# Burgstelle Rudolfstein
Die Burg Rudolfstein ist eine abgegangene Spornburg auf 325 m ü. NN benannt nach Rudolf III. Schenk von Vargula, einem der angesehensten Thüringer Ritter und Hofbeamten (Mundschenk) der Thüringer Landgrafen. Die Burg ist ein Bodendenkmal im südlichen Stadtgebiet von Eisenach; sie befindet sich auf einem markanten Felsvorsprung ca. 1500 m südöstlich der Wartburg über der sogenannten „Milchkammer“.

## Geschichte
Im thüringisch-hessischen Erbfolgekrieg (1247–1263) fanden ab 1260 bis Januar 1262 Kampfhandlungen um die Wartburg und den Besitz der Stadt Eisenach statt. Auf der Wartburg konnte sich eine wettinische Besatzung mit massiver Unterstützung durch ehemals ludowingische Ministerialen gegen die Belagerer (braunschweigische und hessische Truppen, verstärkt durch Eisenacher Bürgerwehr) halten. Zu ihrer Unterstützung ließ der landgräfliche Ministeriale Rudolf Schenk von Vargula an einem exponierten Platz über dem Tal und der Nürnberger Straße eine burgartige Befestigung oder einen Wachturm errichten, welcher auch dazu diente, die auf der gegenüberliegenden Talseite befindlichen feindlichen Belagerungsburgen Eisenacher Burg und Frauenburg zu beobachten.

## Bauliches
Die Burgstelle Rudolfstein hatte eine flächenmäßige Ausdehnung von lediglich etwa 70 × 40 m. Der einzig nachweisbare Zugang erfolgte über eine jetzt verfüllte natürliche Felsspalte im Süden. Eine Doppelwall-Graben-Befestigung, vermutlich mit einem hölzernen Palisadenzaun verstärkt, sicherte diesen Weg. Im Inneren verblieb nur wenig Platz für Gebäude. Ein Wehr- bzw. Wachturm und angefügte Blockhäuser ist zu vermuten, allerdings ist die Geländeoberfläche inzwischen stark erodiert. Zur Wasserversorgung wurde der „Rudolfsborn“, eine nahe gelegene Quelle, genutzt.